# 交響曲第1番 (アイヴズ)
交響曲 第1番 ニ短調は、チャールズ・アイヴズがイェール大学在籍中に作曲した習作の交響曲。

## 概説
第2番以降の交響曲ではプロテスタントの賛美歌に依拠するようになるアイヴズであるが、本作ではまだヨーロッパの後期ロマン派音楽を模範としており、シューベルトの《未完成交響曲》やチャイコフスキーの《悲愴交響曲》、ドヴォルジャークの《新世界交響曲》の変形された引用楽句が含まれていると言われている。また繰り返しの仕方などはブルックナー風でもある。
第2楽章は、ドヴォルジャークの《新世界交響曲》の名高い「ラルゴ楽章」への賛辞であると信じられてきた。アイヴズは、ドヴォルジャークのものに似た旋律をコーラングレに歌わせているが、独自の旋律となるように多少リズムを変えている。このようなパラフレーズや引用は、作曲家としてのアイヴズの典型的な作風となっていき、しばしば有名な旋律（ラグタイム、賛美歌、黒人霊歌）を引用し、展開させている。また本作は、非常に目まぐるしい転調も特徴的である。第1楽章の第1主題は、自作の歌曲に基づいている。

## 楽器編成
フルート2（オプションの第3パートあり）、オーボエ2、コーラングレ、クラリネット2、ファゴット2、ホルン4、トランペット2、トロンボーン3、チューバ、ティンパニ、弦楽5部
改訂版の第4楽章ではシンバル、小太鼓を加える。

## 演奏時間
約40分を要する。

## 楽曲構成
以下の4つの楽章から成る。 
第1楽章    Allegro
ニ短調。ヴィオラの伴奏を伴い、クラリネットが主題を提示するが、これは第2楽章と第3楽章でも使われる重要なものである。主題はその後反復を経て第1主題を素材とした第2主題Aと軽やかで平行調の第2主題Bが現れる。
第2楽章   Adagio molto Sostenuto
イングリッシュホルンが甘美な旋律を醸し出す三部形式の楽章。コーダでは独奏ヴァイオリンとイングリッシュホルンが第1部を再現して曲を閉じる。
第3楽章    ScherzoVivace
フルートとクラリネットによって奏されるカノン風のスケルツォ。
第4楽章   Allegro molto
ニ短調～ニ長調。終楽章らしくコーダはニ長調で盛り上げて明るく締めくくる。